# Kaspersky Anti-Virus
Kaspersky Anti-Virus (dawniej AntiViral Toolkit Pro) – program antywirusowy rosyjskiej firmy Kaspersky Lab, zapewniający ochronę przed zagrożeniami płynącymi z sieci Internet (wirusy, robaki, konie trojańskie, oprogramowanie szantażujące, reklamowe, szpiegujące i inne formy szkodliwego kodu). Kaspersky Anti-Virus pracuje z systemami Windows 98/Me oraz Windows NT, 2000, XP, Vista, 7.
Dostępnych jest kilka wersji programu:
- Kaspersky Internet Security
- Kaspersky Anti-Virus
- Kaspersky Internet Security Home Edition
- Kaspersky Anti-Virus Home Edition
- Kaspersky Anti-Virus Mobile
- Kaspersky Pure
- Kaspersky One
- Kaspersky Mobile Security

Cechy programu Kaspersky Anti-Virus:
- skaner poczty elektronicznej (MailChecker)
- ochrona przed wirusami skryptowymi
- heurystyczny system wykrywania nieznanych zagrożeń
- zapora chroniąca przed atakami z sieci
- częsta automatyczna aktualizacja baz danych

Premiery wersji
Kaspersky 2013 – 04.09.2012 (KAV 13.0.1.4190)
Kaspersky 2012 – 2011 rok
Kaspersky 2011 – 2010 rok
Kaspersky 2010 – 2009 rok
Kaspersky 2009 – 08.12.2008 (KAV 8.0.0.506)
Kaspersky 7 – 24.07.2007 (KAV 7.0.0.125 – pierwsza wersja nie wspierająca Windows Me)
Kaspersky 6 – 2006 rok (KAV 6.0.2.621 – ostatnia wersja wspierająca Windows Me)
Kaspersky 5 – 2005 rok

## Bezpieczeństwo
W marcu 2015, agencja prasowa Bloomberg oskarżyła Kasperskiego o bliskie związki z rosyjskim wojskiem i wywiadem.
Kasperski nazwał artykuł winnym „wykorzystywania paranoi”, aby przyciągnąć czytelników, lecz nie odniósł się wprost do tego, czy oskarżenia te są prawdziwe, czy nie.